# Ogbourne St George
 (septembre 2023).
Ogbourne St George est une paroisse civile et un village du Wiltshire, en Angleterre.